# Decibel (Band)
Decibel ist eine italienische Rockband, die 1977 in Mailand gegründet wurde.

## Bandgeschichte
Die Geschichte der Band hat ihren Anfang 1972, als sich Enrico Ruggeri und Fulvio Muzio in der Schule kennen lernten. Beide spielten in eigenen Band, Josafat bzw. Tip Gods. Als Ruggeri auf Silvio Capeccia traf, gründete er mit diesem 1974 die Nachfolgeband Champagne Molotov, die 1977 mit Trifoglio (bestehend aus Pino Mancini, Roberto Turati und Enrico Longhin) zur neuen Band Decibel fusionierte. Capeccia zog sich jedoch sogleich zurück, da er sich nur wenig mit der starken Tendenz zum Punk identifizieren konnte. Die Band erhielt einen Plattenvertrag bei Spaghetti Records und veröffentlichte 1977 das Debütalbum Punk, das jedoch ein Misserfolg wurde. Daraufhin stiegen Mancini, Turati und Longhin (Ex-Trifoglio) aus der Band aus und Ruggeri wandte sich wieder an Capeccia.
Die beiden Musiker kontaktierten 1979 Fulvio Muzio, der zu der Zeit in der Band Il Vortice spielte, und stellten so ein neues Lineup zusammen: neben Muzio stießen auch der 15-jährige Tommy Mianazzi am Schlagzeug und Mino Riboni am Bass dazu. Trotz ihres schlechten Rufs als Punks wandten sich die Musiker musikalisch eher dem New Wave zu. Beim Sanremo-Festival 1980 präsentierte Decibel das Lied Contessa und konnte das Finale erreichen. Damit erreichte die Gruppe ein breites Publikum und nahm an zahlreichen Radio- und Fernsehevents teil. Unter der Produktion von Shel Shapiro brachte sie das zweite Album Vivo da re heraus. Nach Spannungen zwischen den Musikern und firmeninternen Veränderungen bei Spaghetti Records verließ jedoch Ruggeri die Plattenfirma und damit auch die Band.
Nach längeren rechtlichen Schwierigkeiten veröffentlichte Decibel (ohne Ruggeri) 1982 das Album Novecento; neuer Schlagzeuger war Ellade Bandini, der Gesang wurde nun von Capeccia übernommen. Während Ruggeri eine erfolgreiche Solokarriere gelang, experimentierte die Band vermehrt mit elektronischen Sounds und entwickelte sich in Richtung Ambient. Nach einer langen Phase ohne Veröffentlichungen (Muzio und Capeccia schrieben unterdessen Filmmusik für Soundtracks von Dokumentarfilmen) erschien 1998 das vierte Album Desaparecida, das ausschließlich Instrumentaltracks enthielt.
Bei Enrico Ruggeris Sanremo-Teilnahme 2010 wurde er an einem Abend auch von Fulvio Muzio und Silvio Capeccia begleitet. Die offizielle Reunion wurde schließlich 2016 angekündigt, 2017 erschien das neue Album Noblesse Oblige. Außerdem trat die Band beim Sanremo-Festival 2018 mit dem David Bowie gewidmeten Lied Lettera dal Duca an, am vierten Abend des Festivals zusammen mit Midge Ure.

## Diskografie

### Alben
- 1978: Punk
- 1980: Vivo da re
- 1982: Novecento
- 1998: Desaparecida

| Jahr | Titel           | Höchstplatzierung, Gesamtwochen, AuszeichnungChartsChartplatzierungen (Jahr, Titel, Platzierungen, Wochen, Auszeichnungen, Anmerkungen) | Anmerkungen |
| Jahr | Titel           | IT | Anmerkungen |
| ---- | --------------- | --- | ----------- |
| 2017 | Noblesse Oblige | IT7 (6 Wo.)IT | Sony        |

### Singles
| Jahr | Titel Album         | Höchstplatzierung, Gesamtwochen, AuszeichnungChartsChartplatzierungen (Jahr, Titel, Album, Platzierungen, Wochen, Auszeichnungen, Anmerkungen) | Anmerkungen                 |
| Jahr | Titel Album         | IT | Anmerkungen                 |
| ---- | ------------------- | --- | --------------------------- |
| 1980 | Contessa Vivo da re | IT11 (10 Wo.)IT | Spaghetti B-Seite: Teenager |

Weitere Singles
- 1979: Indigestione Disko / Mano armata
- 1980: Vivo da re / Decibel
- 2017: My My Generation
- 2017: Gli anni del silenzio
- 2017: Universi paralleli

## Belege
1. ↑  Decibel, classifiche. FIMI, abgerufen am 23. Januar 2018 (italienisch).
2. ↑  M&D-Chartarchiv. Musica e dischi, archiviert vom Original (nicht mehr online verfügbar) am 18. August 2007; abgerufen am 23. Januar 2018 (italienisch, kostenpflichtiger Abonnement-Zugang).  Info: Der Archivlink wurde automatisch eingesetzt und noch nicht geprüft. Bitte prüfe Original- und Archivlink gemäß Anleitung und entferne dann diesen Hinweis.